# Мерчисон (водоспад)
Мерчисон (англ. Murchison Falls) — водоспад на річці Вікторія-Ніл (ділянці Нілу між озерами Кйога та Альберт (Мобуту Сесе Секо) в північно-західній частині Уганди за 32 кілометри від останнього. Також відомий як Кабарега (Кабалега).

## Характеристики
Висота водоспаду 43 метри (43 місце в Африці). Ширина 6-8 метрів. Щосекунди з водоспаду падає 300 тис. літрів води або 300 м³/с (9 місце в Африці і 31 в світі).

## Загальна інформація
Це один з найбільш видовищних, бурхливих та стрімких водоспадів світу. Адже вся річка Ніл має протиснутися через невелику ущелину в твердих кристалічних породах. Місцевих мешканців завжди полонила сила води. Колись вони думали, що в цьому водоспаді живе бог. Навіть і сьогодні водоспад вважається священним місцем. Деякі рибалки дотепер приносять тут таємні жертви. Вони вірять, що це вбереже їх від небезпек у диких водах Нілу. У курчати або кози, яких скидають у водоспад немає жодних шансів вижити в цій водній круговерті. Після того як вода протискується через цю ущелину, Вікторія-Ніл розширюється і тече на захід до озера Альберт (Мобуту-Сесе-Секо).

## Походження назви
Водоспад названий на честь президента Королівського Географічного товариства в 1851-53 роках Родеріка Мерчісона. Назву дав Семюел Уайт Бейкер — англійський дослідник долини Нілу, який відкрив цей водоспад у 1864 році. Навколо водоспаду знаходиться однойменний національний парк — Національний парк Водоспад Мерчисон. Під час режиму Іді Аміна в 1971-79 роках назва була змінена на Кабарега (Кабалега), в честь омуками (короля) Кабареги Чва II з королівства Буньйоро-Кітара (існувало як незалежне королівство в 16-19 ст.), який був лідером збройного опору англійському вторгненню і став національним героєм Уганди. Ця зміна назви не була юридично оприлюднена. Після падіння режиму Іді Аміна була повернута назва Мерчисон, хоча дотепер водоспад іноді називають Кабарега.

## Цікаві факти
В 1954 році біля водоспаду вниз по течії розбився літак на якому був Ернест Хемінгуей.

## Галерея

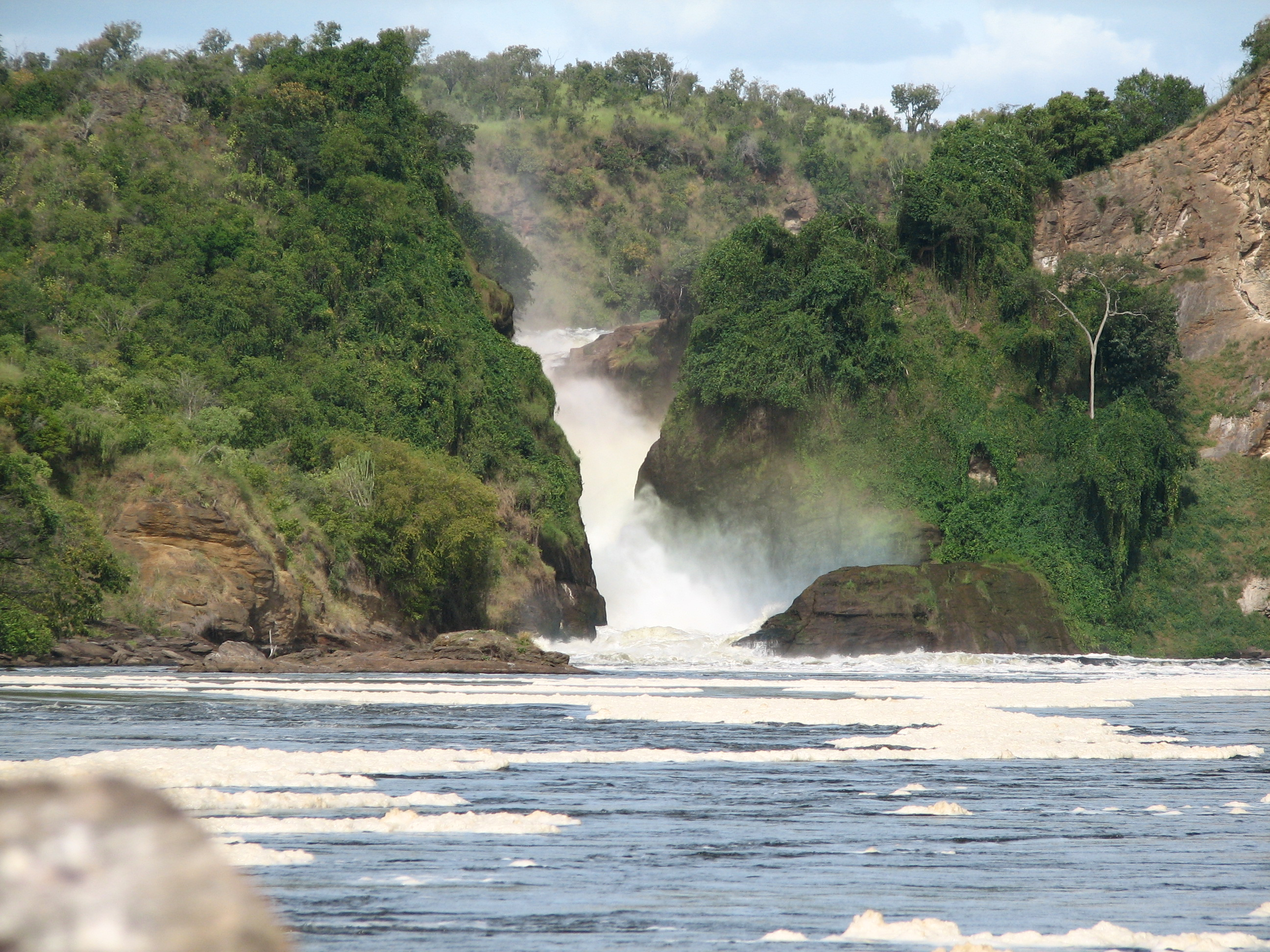
Водоспад Мерчісон знизу
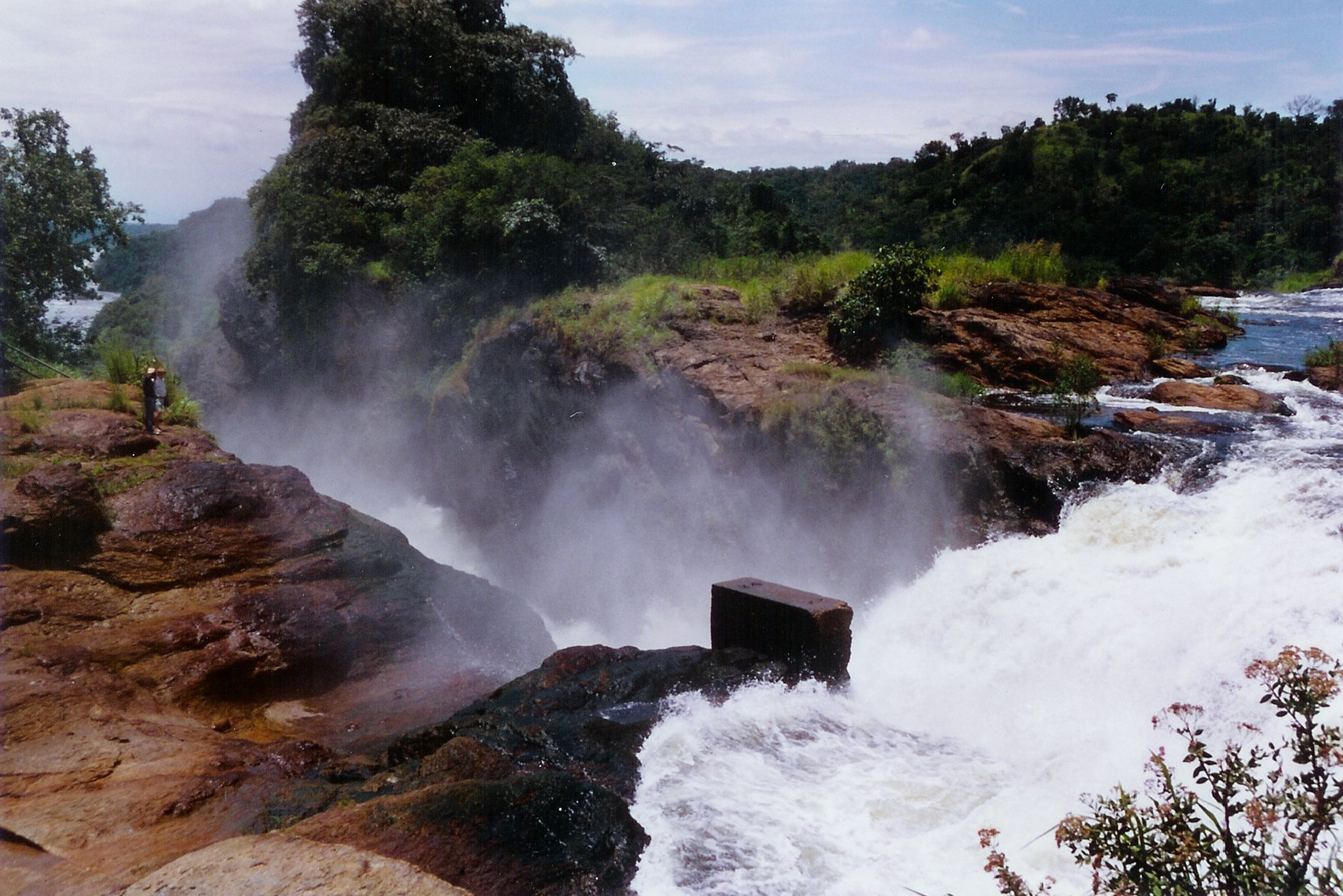
Водоспад Мерчісон згори (за течією)
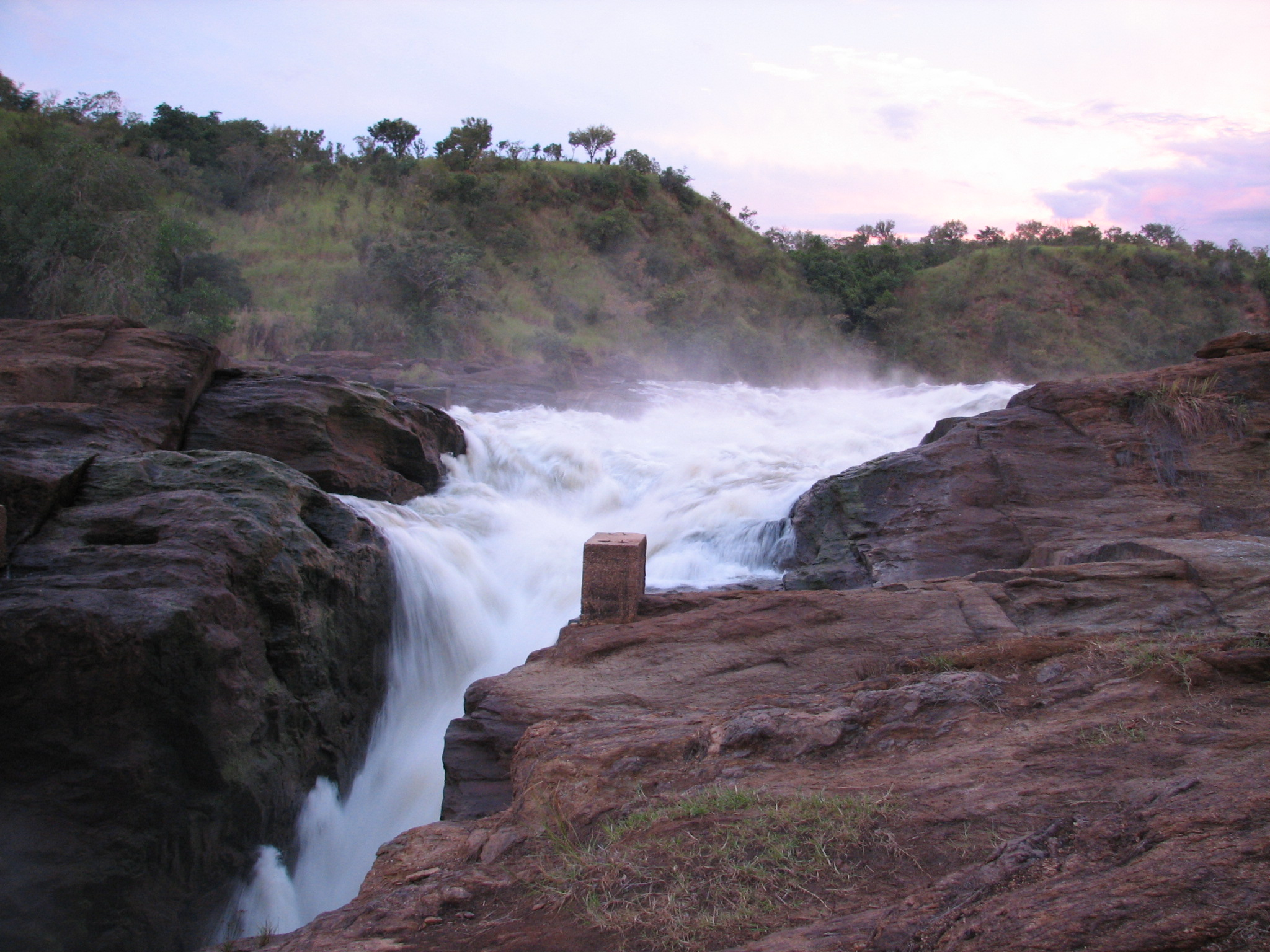
Водоспад Мерчісон згори (проти течії)
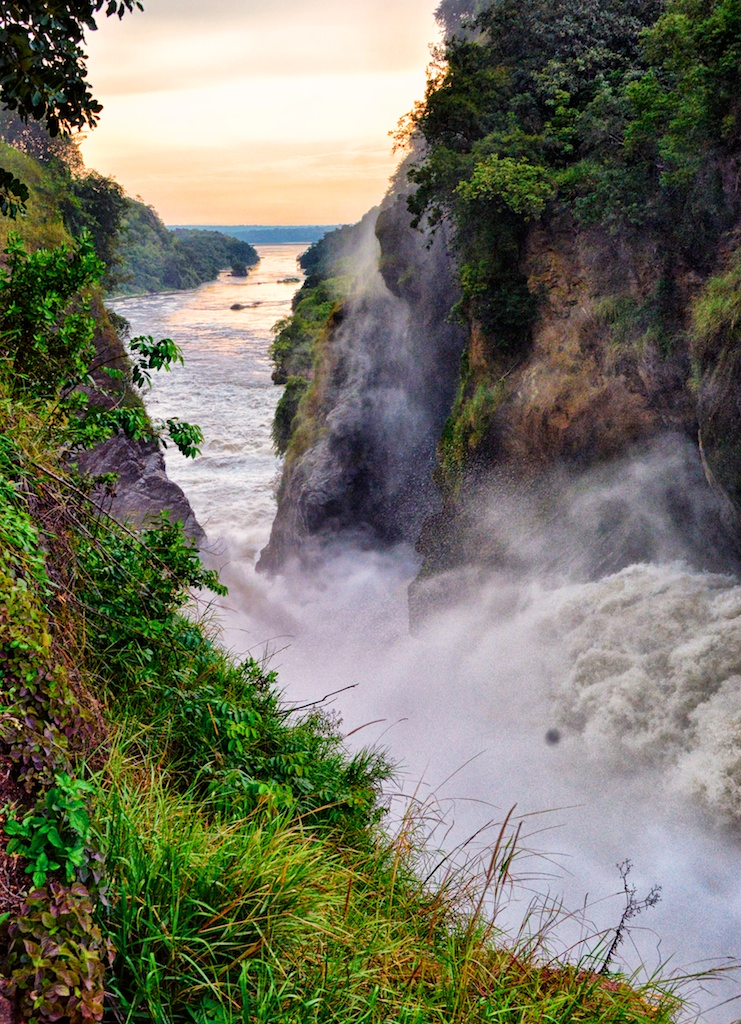
Водоспад Мерчісон згори (за течією)
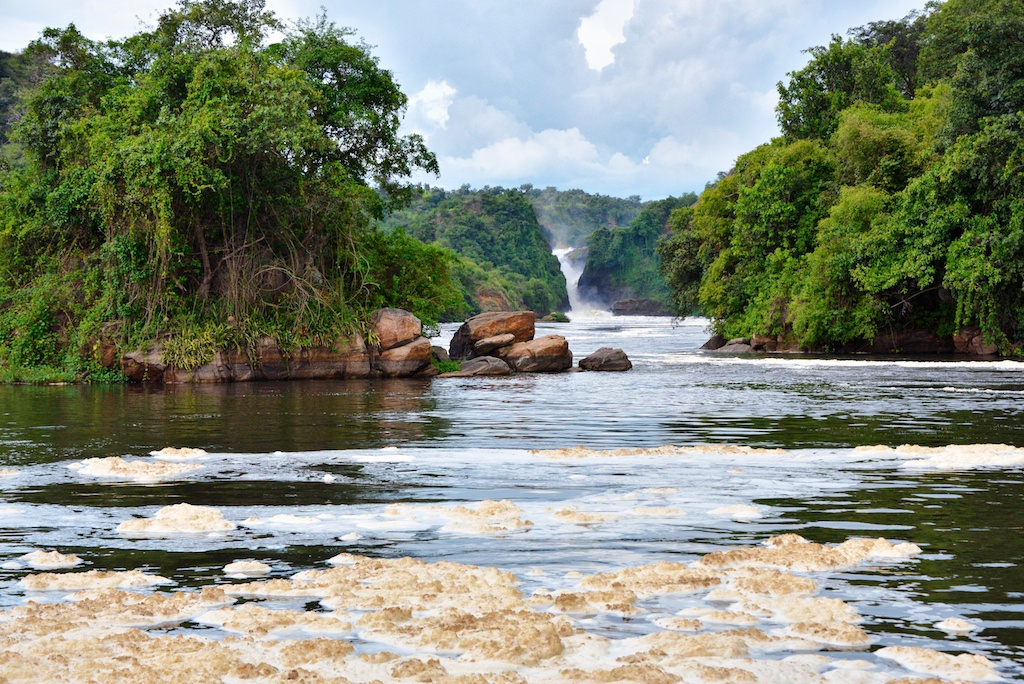
Водоспад Мерчисон
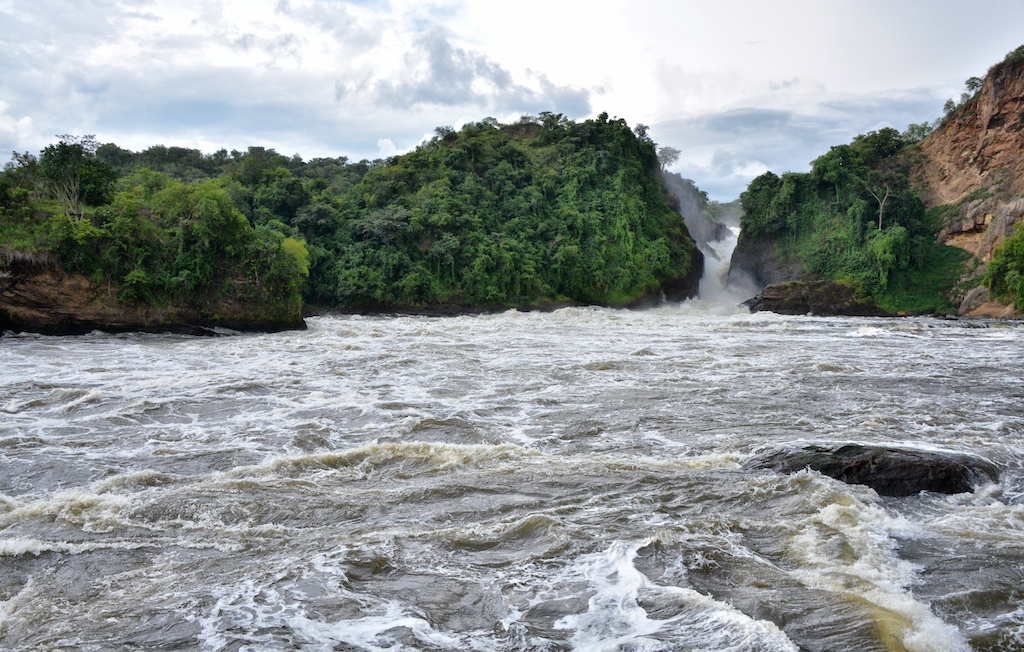
Водоспад Мерчісон
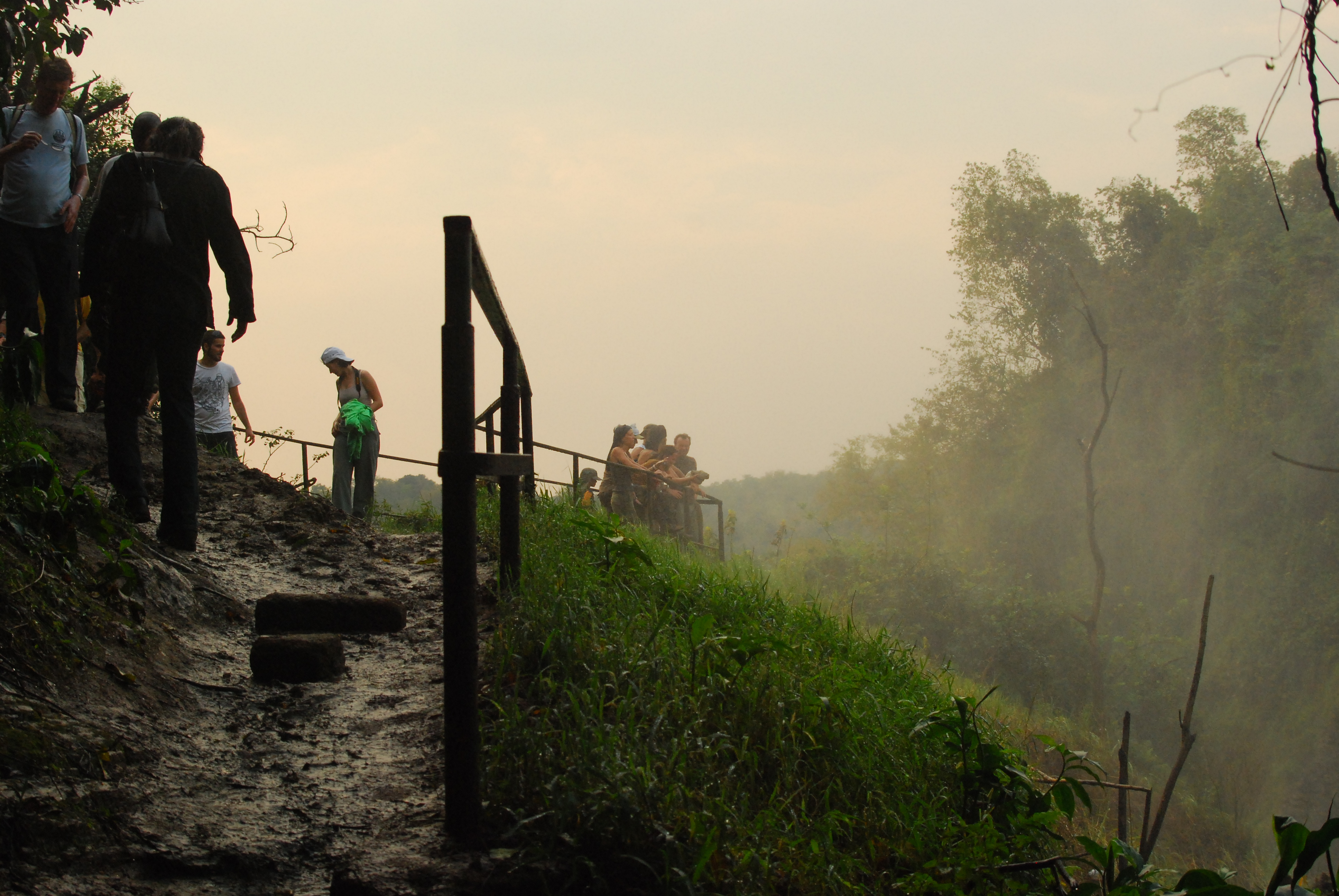
Водоспад Мерчісон
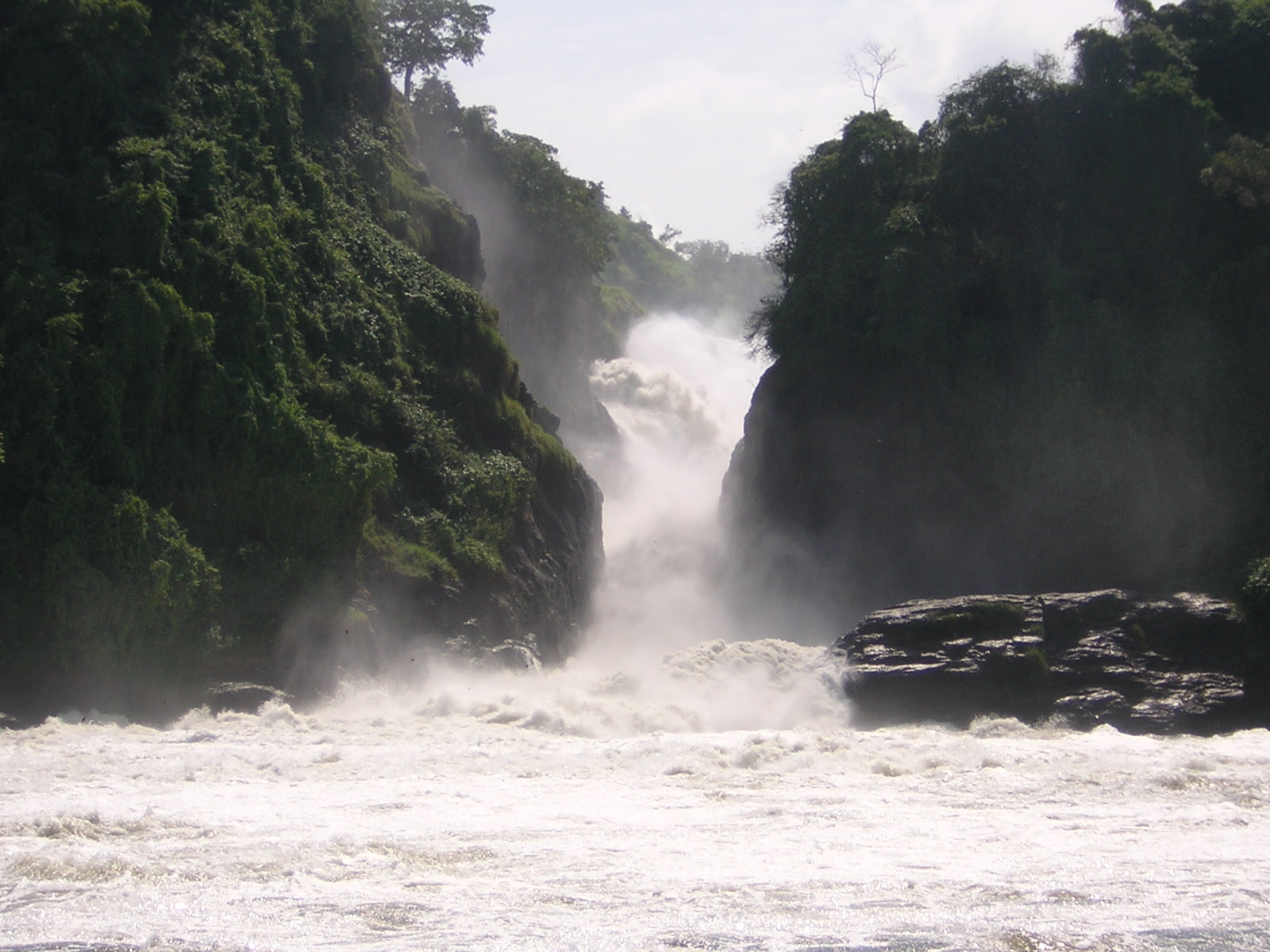
Водоспад Мерчісон